# 小兴安岭

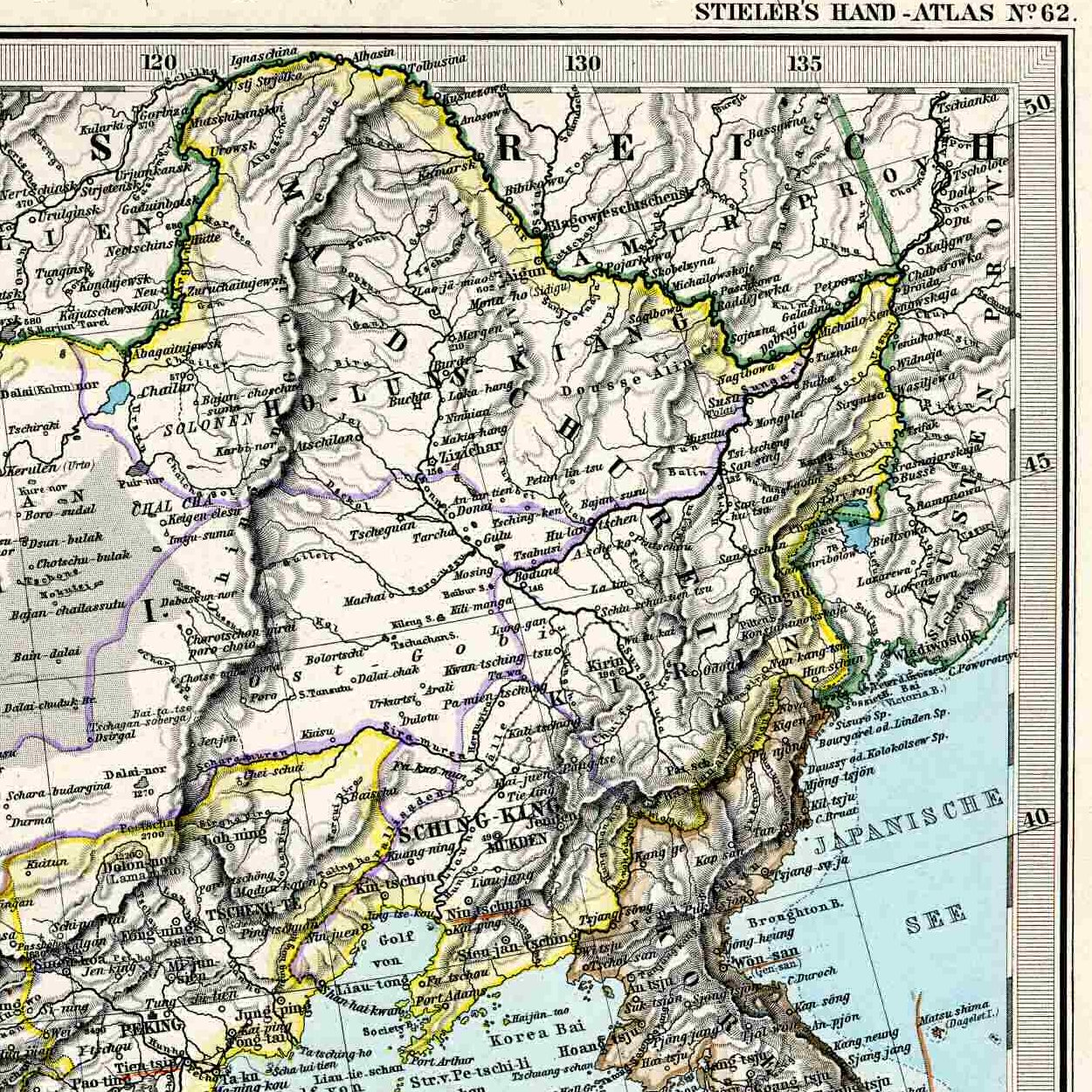
1891年地图上的小兴安岭（Iljehari-Alin）

小兴安岭（Lesser Khingan Mountains）為中国黑龙江省中北部的一条山脉，西北-东南走向，经过黑河、孙吴、伊春等县市。山脉长约400公里，山地低矮，多以丘陵为主，一般海拔600－1,000米左右，最高峰平顶山海拔1,429米。西与大兴安岭对峙, 又称东兴安岭。

## 地形地势
小兴安岭西北段在黑河与大兴安岭北段的支脉伊勒呼里山相连；南部伸入松嫩平原与三江平原之间，是松花江左岸流域与同江市以上黑龙江流域的分水岭。北段为隆起的台地；南段为古老褶皱断块山，由花岗岩、变质岩构成。总面积13万平方公里，其中低山约占37%、丘陵约占53%、浅丘台地约占10%。海拔500－800米。山势和缓，北低南高，伊春附近的大管山海拔1,203米。

## 地貌

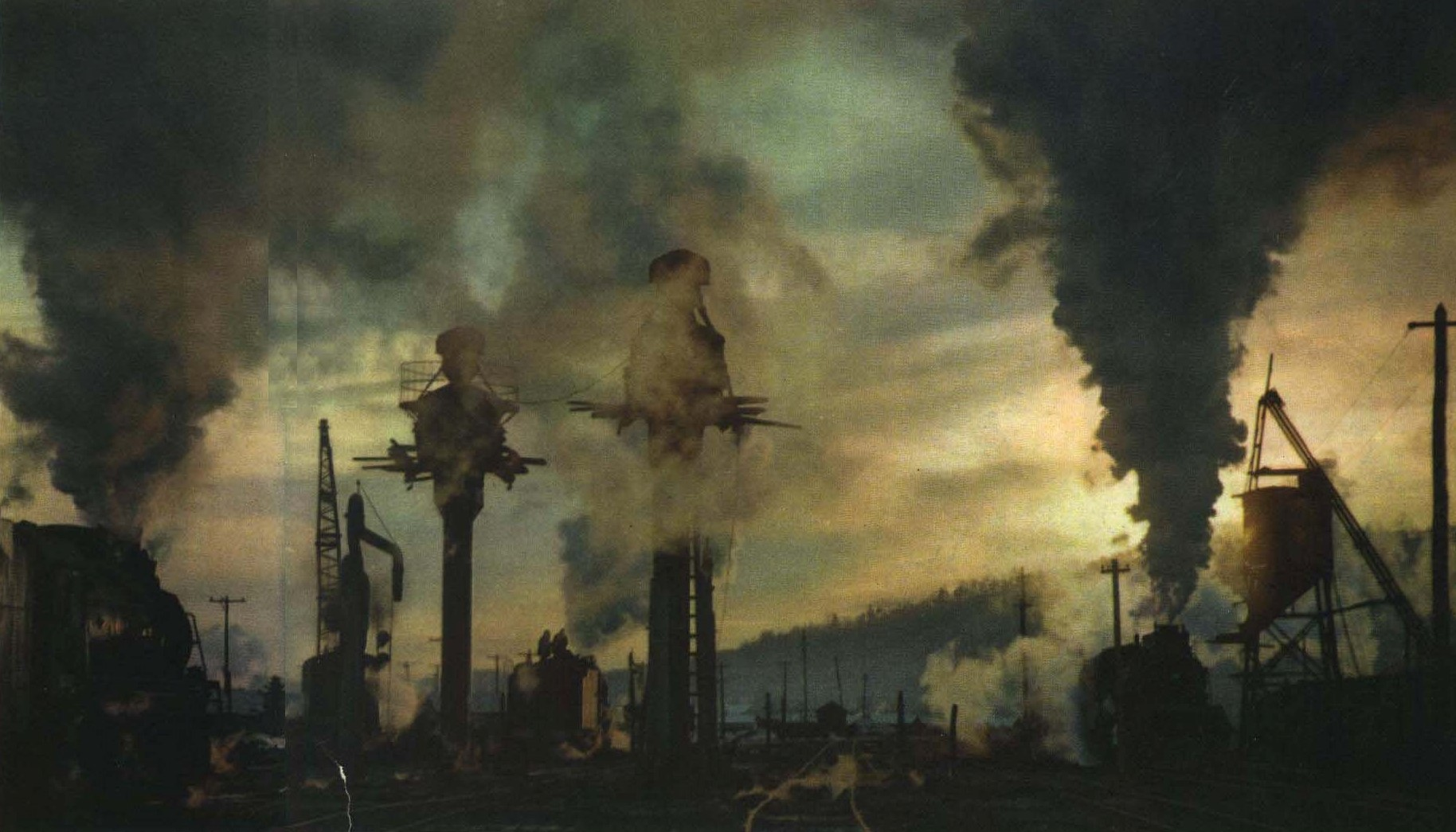
1963年小兴安岭神树镇

地貌相比差异显著，南坡山势浑圆平缓，水系绵长；北坡陡峭，成阶梯状，水系短促。北部多丘陵台地，地表以砂砾岩、玄武岩为主，河谷多宽谷；南部低山丘陵区，多出露海西期花岗岩，河谷多形成“V”形谷。

## 水文
小兴安岭山区河流，主要有属于黑龙江中上游水系的逊别拉河、沾河、乌云河等和属于嫩江－松花江水系的呼兰河等，构成黑龙江中上游水系与松花江水系的分水岭；但是进入伊春市境后松花江支流汤旺河、梧桐河处于小兴安岭东北“黑龙江中上游水系”一侧，此时小兴安岭主脉成为松花江不同支流间的分水岭，黑龙江中上游水系与松花江水系的分水岭则沿伊春－黑河市边境线由向东北延伸，经乌伊岭折向东南，沿守虎山向南延伸至伊春－嘉荫边界的青黑山北段后在鹤岗市境内北部向东曲折延伸。

## 气候
小兴安岭的范围在北纬46°28′至49°21′和东经127°42′至130°14′之间，气候属温带大陆性气候，冬季严寒漫长，夏季温暖但较短。林业资源丰富，為中国主要林区之一，另外还有丰富的动物资源和矿产资源。